# Public (magazine)
Pour les articles homonymes, voir Public (homonymie).
Public est un magazine hebdomadaire français consacré aux célébrités et à la mode. Le premier numéro à vu le jour le 21 juillet 2003.
En 2010, le groupe Lagardère lance Public Look, une version trimestrielle du magazine, qui présente les nouvelles tendances et les bonnes affaires de mode.
En 2024, Heroes Media acquiert le magazine Public. Maëlle Brun, précédemment chef de service à Closer, prend en charge la direction éditoriale (version papier et numérique) de Public .

## Cibles et lectorat
Public vise un jeune public féminin âgé de 15 à 35 ans. Ses principaux concurrents sont Closer et Voici.
En avril 2012, Public lance une nouvelle formule avec de nouvelles pages modes et programmes télé.
L'hebdomadaire Public vend en moyenne 90 506 exemplaires par numéro en 2023, soit un résultat en baisse de 12,4% par rapport à 2022. Daniel Kretinsky, propriétaire de CMI France, envisage la revente du titre. 
Depuis novembre 2024, Public lance une nouvelle formule de son magazine. Un nouveau logo et une nouvelle maquette. Elle fait aussi évoluer sa ligne éditoriale sur le print et sur son site web autour de 4 piliers principaux : Actu People, Télé, Lifestyle (mode, beauté, astro, conso), et Faits-divers. 